# Лясковец
 Тази статия е за града.  За селото в Хасковска област вижте Лясковец (село).  
Ля̀сковец (изписване до 1945 година: Лѣсковецъ) е общински град в Северна България, Великотърновска област, в близост до град Горна Оряховица.По данни на ГРАО към 15 септември 2023 г. в града живеят 7638 души по настоящ адрес и 8258 души по постоянен адрес.
Връх Лясковец на остров Ливингстън в Антарктика е наименуван в чест на града.

## География

### Местоположение
Град Лясковец се намира на 43º 6' с. ш. и 25º 43' и. д. Разположен е в началото на Предбалкана, източно от Арбанашкото бърдо, в подножието на скалата, върху която се намира манастирът „Св. св. Петър и Павел“, на 10 км североизточно от град Велико Търново, на 2 км югоизточно от град Горна Оряховица и на 5 км южно от река Янтра. Градът е върху наклонена равнина на надморска височина от 170 до 260 м. Открит е на изток и на север към долината на река Янтра и Дунавската равнина. Релефът на територията е хълмисто-равнинен и обхваща части от Дунавската хълмиста равнина и Средния Предбалкан.
Град Лясковец принадлежи към Великотърновска област и е център на община, която граничи с община Горна Оряховица, община Стражица, община Златарица и община Велико Търново. Общата ѝ площ възлиза на 117 542 дка. В границите ѝ влизат 6 населени места – град Лясковец с площ 213 ха и петте съставни села с площи както следва: с. Джулюница – 186,3 ха, с. Козаревец – 153,7 ха, с. Добри дял – 186,3 ха, с. Драгижево – 91,1 ха и с. Мерданя – 89,8 ха.

### Климат
Климатът е умерено-континентален, характеризиращ се с горещо лято и студена зима. Сравнително ниската средногодишна температура (11,5 ºС) и високата годишна амплитуда (25,2 ºС) са белези на континенталния климат в района. Годишното количество на валежите е под средното за страната.

### Води
През територията на общината протича река Янтра, която извира от Стара планина и се влива в Дунав. Подземните води на територията на общината са карстови и порови.

### Почви
Разпространени са главно следните почвени типове: черноземи, тъмносиви и сиви горски почви, които заедно с климатичните особености и разнообразния релеф са предпоставка за високо естествено плодородие. Почвите са подходящи за отглеждането на пшеница, царевица, слънчоглед, лозарство и зеленчукопроизводство. В сравнение със земеделските земи горските масиви са със сравнително малка площ и включват предимно широколистна растителност.
Географското положение на общината благоприятства развитието на транспортно-комуникационната система, обслужваща националната транспортна мрежа. Мрежата на автомобилния транспорт включва републикански и общински пътища с обща дължина 44,65 км.

## История

### Произход на името
Името на града произлиза от дървото леска или лешник (Corylus avellana), което е било нравствено за местността в миналото, но сега се срещат само отделни единици. Първоначалното звучене на името е Лясковица и по-късно преминава в Лясковец.

### Античност
Процесите по формиране на селище в района започват от каменно-медната епоха – IV хил. пр.н.е. По-бързо развитие селището получава в началните десетилетия на Второто българско царство благодарение на изграждането на Лясковския манастир „Св. св. Петър и Павел“. Тук е открито и първото богословско училище в България. Днешното положение на града се очертава около XVII век. Съществуват различни версии за това или по-ранно възникване, но липсата на исторически източници не дава възможност за потвърждаване на повечето от тях.

### Основаване
Лясковец се оформя като селище, състоящо се от пет махали, носещи имената на съответните църкви: Св. Атанас, Св. Васил, Св. Георги, Св. Димитър и Св. Никола. Най-старото селище се е намирало в местността Светицата (по името на малка църква – Св. Троица). Махалите се образуват по различно време, главно от различни преселници, като се долепят една до друга.
Пример за това са албанските преселници, дошли на коне, изморени от дългия път и по-късно наречени „кондьовците“. Това название дава и вече остарялото име на Кондьовската махала. На изток от Лясковец (местността Брода) се намирало село Чертовец, което поради честите набези на турци, кърджалии и др. се изселва около 90-те години на XVIII век. Жителите му се заселват в източния край на Лясковец (махалата с църквата „Св. Георги“), който се нарича от местните Чертовец. Макар и присъединен по този начин, Чертовец остава отделна община по време на турското управление.
Една от най-интересните легенди, свързани с положението на Лясковец по време на османската власт, която намира известно потвърждение от исторически документи, е дадена от Цани Гинчев, който пише: „Лясковец, преди да дойдат тук турците от Анадола, било село на някоя си царска дъщеря и тази царска дъщеря после я дал баща ѝ на султан Мурат за жена и тя още приживе го направила вакъф, т.е. да не могат наследниците да го делят, нито да го дават другиму, а да остава на всичкия род, и да му взема дохода онзи, комуто се пада по ред, и от тогава станало вакъф“.
Интересни данни за правното положение на Лясковец, както и на другите три околни села – Горна Оряховица, Долна Оряховица и Арбанаси, се намират във фермана, издаден през 1538 г. от султан Селим II: „Живущите в тези села рая се управляват автономно като свободни граждани. Те ще се считат за опростени и за освободени от всякакви правителствени и обществени налози и данъци... На всеки външен човек, с какъвто чин и положение да е и към каквато и категория да се числи, се забранява да влиза насила в пределите на тези свободни и независими села... Раята да не се третира като проста безправна рая, нито да се напада, изтезава и измъчва...“. Въпреки че повечето от тези права остават предимно на хартия, все пак дават известно спокойствие на населението, което преживява владичеството сравнително по-леко. Казаното в този ферман се преповтаря и в няколко по-късни като този на султан Махмуд II от 16 юли 1810 г. Въпреки това положение от Лясковския манастир потеглят три въстания срещу османската власт.
В Лясковец са пребивавали Георги Раковски и Васил Левски. Една от многото използвани от тях и от други революционери къщи е тази на Марин Станчев, която се намирала в Чертовската махала.

### Княжество България
Освобождението на Лясковец станало сравнително „тихо“ поради липсата на турска войска в града. Заптиетата избягали от Лясковец, когато била донесена вестта, че руските войски са в Търново. За 25 юни 1877 г. Иван Церов пише: „Отидох с някои младежи в Лясковец и от долния му край видях, как турците в бягство си хвърлят по пътя пушки, патрони, припаси, които някои по-смели лясковчани прибираха и занасяха в къщите си“.
Лясковец е обявен за град през 1880 г. с „предписание“ на Търновския окръжен началник, No. 1034 от 15 март. По това време кмет е Вълчо В. Бързаков и с него и други видни граждани е свързана историята по обявяването на Лясковец за град. Според нея учителят Ганчо Лавдов бил натоварен да се погрижи за това. Той изтрил буквите „ело“ от думата „село“ на общинския печат, а буквата „с“ преработил на „г“. Това според историята било забелязано от управата в Търново, която потърсила сметка на кмета, но все пак станало причина за преименуването на Лясковец в град.
Първите данни за населението на Лясковец са във фермана от 1810 г. Според посоченото в него през 1751 г. Лясковец и подчинените му махали са наброявали 252 християнски домакинства (за Г.Оряховица са посочени 164). Според статистическо изследване на руския ген. щаб, направено преди обявяването на Руско-турската война, в Лясковец и Чертовец е имало общо 1140 къщи с 6042 жители. Данните от същата статистика за Търново са 1541 български къщи с 3661 души и 1247 турски с 2022 души, а за Г.Оряховица 791 български къщи с 1732 души и 110 турски с 274 души.
Населението на Лясковец започва да намалява след 1905 г. главно поради изселване. Изселващите се са предимно чиновници, градинари, търговци и учащи се. Като основни причини за изселването на жители от Лясковец се представят пренаселеността му в навечерието на Освобождението и характерния поминък на населението. Поради липсата на достатъчно обработваема земя много хора са били принудени да търсят препитание за себе си и семействата си по градини в чужбина..

### Царство България
През 1906 г. е създадено първото градинарско дружество в Лясковец – „Пчела“, а през 1910 г. и второ – „Съгласие“. Именно с градинарския занаят лясковчани са най-прочути по онова време. Лясковец е известен винарски център, отглеждат се различни плодове и зеленчуци, някои днешни сортове, от които носят името му (напр. Лясковска бамя). Някои градинари са се установявали в по-големи градове или в чужбина, а замогналите се от тях са имали възможност да осигурят на децата си образование също извън Лясковец или страната, за което е липсвало приложение в родния град. Това довежда до намаляването на населението на града. Други обаче са пътували и са се завръщали периодично, носейки новостите от Европа и големи печалби от бахчите. Така че градинарското движение е дало и своите блага на града. Останалото в Лясковец население се препитава изключително със земеделие поради липса на друго занятие. Този поминък и развитието на града въобще получават и известен тласък от построената през 1929 г. жп линия Г.Оряховица – Лясковец.
В памет на загиналите лясковчани във войните 1912 – 1918 г. е построен паметник на площада в центъра на града пред тогавашното читалище. Идеята за него е дадена през 1915 г., но активното събиране на средства започва през 1925 г. Проектът поглъща 250000 лева. Паметникът е осветен на 6 ноември 1938 г. От едната му страна е разположена бронзова фигура на войник, а от другата са изписани имената на 219 загинали лясковчани.
Едно от най-катастрофалните събития в историята на Лясковец е земетресението от 1913 г. Повечето тухлени постройки в града са съборени. Здрави или с пропуквания и размествания остават само старите паянтови къщи. Съборени са всичките пет църкви и други обществени сгради. Трусовете затихват няколко седмици. Загиналите са 7, а ранените над 30 души.
След разрушенията от земетресението започва изграждане на нови сгради, съобразени със съвременните за тогава градоустройствени тенденции. Лясковец е електрифициран от 1928 г. Към 1944 г. в града са регистрирани 1784 домакинства.

## Образование
- СУ „Максим Райкович“
- НУ „Цани Гинчев“
- Читалище „Напредък – 1870“

## Население
Численост на населението според преброяванията през годините:
| \| Година на преброяване \| Численост \| \| --------------------- \| --------- \| \| 1934 \| 6020 \| \| 1946 \| 5541 \| \| 1956 \| 6405 \| \| 1965 \| 8361 \| \| 1975 \| 9306 \| \| 1985 \| 9866 \| \| 1992 \| 10 050 \| \| 2001 \| 9244 \| \| 2011 \| 8225 \| \| 2021 \| 7010 \| |           |
| Година на преброяване | Численост |
| 1934 | 6020      |
| 1946 | 5541      |
| 1956 | 6405      |
| 1965 | 8361      |
| 1975 | 9306      |
| 1985 | 9866      |
| 1992 | 10 050    |
| 2001 | 9244      |
| 2011 | 8225      |
| 2021 | 7010      |

В града има общност на Евангелската методистка епископална църква.

### Етнически състав
Преброяване на населението през 2011 г.
Численост и дял на етническите групи според преброяването на населението през 2011 г.:
|                     | Численост | Дял (в %) |
| Общо                | 8225      | 100.00    |
| Българи             | 7406      | 90.04     |
| Турци               | 150       | 1.82      |
| Цигани              | 106       | 1.28      |
| Други               | 32        | 0.38      |
| Не се самоопределят | 31        | 0.37      |
| Неотговорили        | 500       | 6.07      |

## Икономика

### Характеристика
На територията на община Лясковец се намират няколко структуро-определящи промишлени предприятия (военните заводи „Аркус“ и „Армако“), в които са концентрирани значителни производствени мощности и които осигуряват заетост на по-голяма част от трудоспособното население на общината. Развити са отрасли на промишлеността като машиностроене, металообработване, хранително-вкусова и текстилна промишленост.
На територията на община Лясковец земеделската земя е 122 253 дка, в т.ч. ниви с площ 97 684 дка, разпределени в 16 726 земеделски имота. От тях 9512 имота са с обща площ 54 021 дка и размер от 3 до 10 дка. Уедряването на земята, активизирането на нейния пазар и нейното ефективно използване са в пряка връзка с цялостното развитие на селскостопанския отрасъл. Независимо от разпокъсаността на земята пазарно-ориентираните кооперации и арендаторите в община Лясковец стопанисват сравнително големи площи. Към настоящия момент земята се обработва от пет земеделски кооперации, дванадесет арендатори и много частни земеделски стопани.
Природните условия са подходящи за отглеждането на различни зърнени култури. Засетите площи с пшеница са в границите от 32 000 до 34 000 дка, на ечемика – около 7000 дка, на слънчогледа 13 000 дка. Отглежда се царевица, рапица и др.
Подходящите почвени и климатични условия, както и местоположението на района, създават благоприятни условия за развитие и процъфтяване на лозарството сектор, при който възвръщаемостта е четири пъти по-голяма от вложените средства. Влошаването на възрастовата структура на лозята показва, че са необходими инвестиции и увеличаване на заетите площи. На територията на общината са новозасети 150 дка винени сорта лозя, които се преработват във винарна Лясковец. Основна цел в сектора е интегрирането между земята, суровината и крайния продукт.

### Растениевъдство
Лясковският край е прочут с традициите и умението на населението в зеленчукопроизводството. Традициите на жителите на общината в този сектор са от векове, а опитът им се е разпространявал и в другите страни – Чехия, Унгария, Сърбия, Румъния и Русия. Зеленчукопроизводството е изцяло в личния сектор, където се наблюдава увеличаване на площите с домати, пипер и картофи.
От трайните насаждения се отглеждат праскови, череши и десертни лозя.

### Животновъдство
Животновъдството като подотрасъл е изцяло съсредоточено в частния сектор. Отглеждат се говеда, свине, овце и кози. Застъпено е пчеларството.
Обслужването на тези два подотрасъла се извършва от машинен парк, който включва комбайни, верижни и колесни трактори, сеялки, култиватори, плугове, пръскачки, сламопреси, тороразпръсквачки, брани, косачки и др.
Увеличаването на селскостопанското производство и изграждането на конкурентоспособно селско стопанство се постига чрез инвестиции в отрасъла. Субсидирането на земеделието се извършва чрез програма САПАРД. В общината са завършени два частни проекта, подпомогнати от САПАРД, както и е закупена селскостопанска техника със средства от същата програма.
Община Лясковец участва по много програми от европейските фондове.
Община Лясковец и Община Стражица започват инициативата Сдружение „МИГ-Лясковец-Стражица“ програма за развитие на селските райони в Европейския съюз.

## Обществени институции
Община Лясковец е сертифицирана по международния стандарт за контрол на качеството EN-ISO 9001:2000 на 23.02.2003 със сертификат номер 125998. С това тя е първата община в страната, сертифицирана по този стандарт.
На 10 април 2009, Община Лясковец е сертифицирана по международния стандарт за контрол на качеството ISO 9001:2008 със сертификат номер BG12429Q.

## Забележителности
Паметниците на културата на територията на общината са обособени в няколко групи: църкви (общо дванадесет на брой за общината, като пет от тях са в гр. Лясковец); манастири („Св. св. Петър и Павел“ в гр. Лясковец и „Св. Четиридесет мъченици“ в с. Мерданя); Музей на гурбетчийското градинарство в гр. Лясковец и други групови и индивидуални паметници на културата.
На територията на гр. Лясковец има регистрирани 120 сгради – паметници на културата предимно възрожденски, свързани с местната история и култура, групирани в четири ансамбъла. Концентрацията им в обособени зони поддържа пространствената характеристика на града.

### Музеи
В град Лясковец се намира единственият по рода си Музей на гурбетчийското градинарство, разположен в най-атрактивната част на града – „Ланджов двор“, в красива стара къща – паметник на културата от Възрожденската епоха. Музеят разполага с музейна сбирка, аранжиран вътрешен двор, в който са пресъздадени с подходящи експонати традиционни дейности за района, а след спечелен проект по програмата „ПРООН – Възможности 21 век“ е оборудвана конферентна зала за провеждане на семинари, конференции, срещи и изложби. По същия проект е създаден и атракционно-дегустационен център, едно чудесно допълнение напълно в тон със съвременните изисквания на туризма.

## Транспорт
Лясковец и общината са в непосредствена близост до жп възел Горна Оряховица и международното летище в гр. Горна Оряховица. През територията на общината минават и шосейните магистрали София – Варна (I-4, Е772), и Русе – Кърджали (Е85), както и жп линията София – Варна.
Община Лясковец е разработила междуобщински транспортни схеми. Селищата в общината са свързани помежду си с пътни комуникации, които са добре развити. През зимните месеци пътните условия не се променят. От Велико Търново до Лясковец, пътува автобусна линия №14 (която след Лясковец, продължава до Горна Оряховица) на интервал от 20 мин., което осигурява добра транспортна връзка за всички работещи и учещи в областния град. На територията на град Лясковец има железопътна гара (част от жп линия Горна Оряховица - Златарица- Елена), която от години е изоставена и се води необслужвана. В миналото жп гара Лясковец е била основна за жп линия „Горна Оряховица – Елена“, като жп гара Елена е закрита с министерско постановление през 2003 г. .

## Редовни събития
- Празник на града на Петровден (29 юни)
- Петропавловски събор през година на Петровден (29 юни)
- Тържество в деня на лозарството и винарството на Трифон Зарезан (14 февруари)
- Ежегоден карвинг фестивал „Лясковец – пъстра столица на зеленчуците и гурбетчийското градинарство“
- Рали „Лясковец – Раховец“ – кръг от Националния шампионат по планинско изкачване

## Известни личности
Родени в Лясковец
- Атанас Симов Качамаков (1898 – 1982), художник, скулптор, писател
- Васил Цанев Гужгулов (?-1912), военен деец, майор
- Ганчо Гужгулов (1935 – ), учен, професор, инженер
- Георги Крънзов (1905 – 1991), драматург и театрален режисьор
- Георги Мънгов (1898 – ?), военен деец, полковник
- Димитър Цухлев (1864 – 1932), историк
- Добри Бумбалов (1900 – 1991), революционер, деец на ВМРО и МПО
- Добри Ганчев (1854 – 1936), общественик и мемоарист
- Иван Гецов, (1910 -1991), художник, живописец
- Иван Мънзов, (1842 -1918), революционер
- Константин Стателов (1864 – 1923), просветен деец
- Манол Стателов (1820 – 1897), просветен деец
- Недьо Жеков (1843 – 1907), учител, пръв ректор на Богословската семинария при Лясковския манастир „Св. Апостоли Петър и Павел“ (1874 – 1877)
- Никола Козлев (1824 – 1892), писател, книжовник и революционер
- Павел Калянджи (1838 – 1890), просветен деец
- Паун Бананов (1868 – ?), военен деец, генерал-майор
- Павел Теодорович (1840 – 1881), просветен деец
- Петър Бързаков (1889 – 1940), кмет на Благоевград 1939 – 1940
- Петър Слабаков (1923 – 2009), актьор
- Стефан Поптонев (1928 – 2004), поет и писател
- Тодор Матров (1865 – 1905), офицер и революционер
- Тодор Хрулев (1821 – 1865), просветен деец
- Цани Гинчев (1832 – 1894), писател

Починали в Лясковец
- Петър Оджаков (1834 – 1916), просветен деец

Други личности, свързани с Лясковец
- Авксентий Битолски (1850 – 1919), духовник, учител в Петропавловската семинария (1884 – 1900)
- Васил Друмев (1840 – 1901), духовник, ректор на Петропавловската семинария (1878 – 1884)
- Максим Райкович (1801 – 1874), духовник, игумен на Петропавловския манастир (1837 – 1844)
- Петър Пешев (1858 – 1931), политик, учи в семинарията през 1874 – 1876

## Спорт
- ФК „Левски – Лясковец“
- ФК „Аркус“
- ФК „Прити“
- Волейболен клуб „Лясковец“
- ГК „Юначе“
- СК „Браун Тим“
- Хандбален клуб „Лясковец“

## Други
- Лясковец – Манастир „Св. св. Петър и Павел“
- Лясковец – Храм „Свети Великомъченик Димитър“
- Панорамен изглед към град Лясковец
- Панорамен изглед към центъра на Лясковец
- Лясковец – СУ „Максим Райкович“ (корпус 1)
- Лясковец – Читалище „Напредък – 1870“
- Лясковец – Църквата в двора на манастира „Св. св. Петър и Павел“
- Градинарски долап – напоително съоръжение в двора на Музея на гурбетчийското градинарство в Лясковец
- Лясковец – Музей на гурбетчийското градинарство и лозарството
- На Лясковец е наречена улица в квартал „Хаджи Димитър“ в София (Карта).